# 三條公修
三條公修（1774年9月6日—1840年10月2日），是江戶時代後期的公卿；也是藤原北家清華家的三條家當主、明治維新後的太政大臣三條實美的祖父。

## 生涯
三條公修在安永三年（1774年）出生，是父母三條實起和井伊美子（蜂須賀宗鎮女）的長子。安永四年（1775年）敘從五位下，歷任侍從、右近衛權少將與右近衛權中將，在天明四年（1784年）昇敘從三位，位列公卿。
寬政三年（1791年）成為權中納言，後升任權大納言，也當過右馬寮御監及近衛右大將，至文政三年（1820年）他出任內大臣。
天保十一年（1810年）他逝世，享年66歲。